# جيري يانغ (لاعب بوكر)
جيري يانغ (بالإنجليزية: Jerry Yang)‏ هو لاعب بوكر لاوسي وأمريكي، ولد في 1968 في لاوس.